# آنتون الشنیگ
آنتون اِلشْنیگ (آلمانی: Anton Elschnig؛ ‏ ۲۲ اوت ۱۸۶۳ – ۱۹۳۹) چشم‌پزشک اهل اتریش بود. وی پس از فارغ‌التحصیلی از رشتهٔ پزشکی از دانشگاه گراتس به عنوان دستیار چشم‌پزشک در دانشگاه وین مشغول به کار شد و در سال ۱۸۹۲ درجهٔ شایستگی علمی گرفت. وی مابین سال‌های ۱۹۰۷ تا ۱۹۳۳ استادتمام و رئیس کلینیک چشم‌پزشکی دانشگاه کارل بود. دلیل شهرت او انجام نخستین نمونه‌های پیوند قرنیه و ابداع روشی برای این کار با همکاری آرتور فون هیپل بود.